# Copa do Mundo FIFA de 2022 – Grupo G
O Grupo G da Copa do Mundo FIFA 2022 ocorreu de 24 de novembro a 2 de dezembro de 2022. O grupo foi formado por Brasil, Sérvia, Suíça e Camarões. Onde as duas melhores equipes avançaram para as oitavas de final.

## Equipes
| Inscrição            | Equipe   | Confederação | Método de qualificação    | Data de qualificação   | Aparições em Copas | Última participação | Melhor resultado                        | Ranking da FIFA |
| Inscrição            | Equipe   | Confederação | Método de qualificação    | Data de qualificação   | Aparições em Copas | Última participação | Melhor resultado                        | março de 2022   |
| -------------------- | -------- | ------------ | ------------------------- | ---------------------- | ------------------ | ------------------- | --------------------------------------- | --------------- |
| G1 (cabeça-de-chave) | Brasil   | CONMEBOL     | 1º colocado na fase única | 11 de novembro de 2021 | 22                 | 2018                | Campeão (1958, 1962, 1970, 1994 e 2002) | 1º              |
| G2                   | Sérvia   | UEFA         | Vencedor do grupo A       | 14 de novembro de 2022 | 13[a]              | 2018                | Quarto lugar (1930, 1962)[a]            | 25°             |
| G3                   | Suíça    | UEFA         | Vencedor do grupo C       | 15 de novembro de 2021 | 12                 | 2018                | Quartas de final (1934, 1938, 1954)     | 11º             |
| G4                   | Camarões | CAF          | Vencedor do grupo B       | 29 de março de 2022    | 8                  | 2014                | Quartas de Final (1990)                 | 37º             |

Notas
a. ^  Sérvia participou de nove mundiais anteriores como Iugoslávia (1930–1998) e de um como Sérvia e Montenegro (2006).

## Encontros anteriores em Copas do Mundo
Brasil, Sérvia e Suíça também jogaram no mesmo grupo na Copa do Mundo da FIFA anterior.
- Brasil × Sérvia:
  - 1930, fase de grupos: Iugoslávia 2–1 Brasil
  - 1950, fase de grupos: Brasil 2–0 Iugoslávia
  - 1954, fase de grupos: Brasil 1–1 Iugoslávia
  - 1974, fase de grupos: Brasil 0–0 Iugoslávia
  - 2018, fase de grupos: Sérvia 0–2 Brasil
- Suíça × Camarões: Nenhum encontro
- Brasil × Suíça:
  - 1950, fase de grupos: Brasil 2–2 Suíça
  - 2018, fase de grupos: Brasil 1–1 Suíça
- Camarões × Sérvia: Nenhum encontro
- Camarões × Brasil:
  - 1994, fase de grupos: Brasil 3–0 Camarões
  - 2014, fase de grupos: Camarões 1–4 Brasil
- Sérvia × Suíça:
  - 1950, fase de grupos: Iugoslávia 3–0 Suíça
  - 2018, fase de grupos: Sérvia 1–2 Suíça

## Classificação
| Pos | Equipe   | Pts | J | V | E | D | GP | GC | SG | Classificado      |
| --- | -------- | --- | - | - | - | - | -- | -- | -- | ----------------- |
| 1   | Brasil   | 6   | 3 | 2 | 0 | 1 | 3  | 1  | +2 | Fase eliminatória |
| 2   | Suíça    | 6   | 3 | 2 | 0 | 1 | 4  | 3  | +1 | Fase eliminatória |
| 3   | Camarões | 4   | 3 | 1 | 1 | 1 | 4  | 4  | 0  | Eliminado         |
| 4   | Sérvia   | 1   | 3 | 0 | 1 | 2 | 5  | 8  | −3 | Eliminado         |

## Partidas
Todas as partidas seguem o fuso horário UTC+3.

### Suíça × Camarões
| 24 de novembro | Suíça      | 1 – 0     | Camarões | Estádio Al Janoub, Al-Wakrah               |
| 13:00          | Embolo 48' | Relatório |          | Público: 39 089 Árbitro: ARG Facundo Tello |

| Suíça | Camarões |

| GK             | 1  | Yann Sommer       |     |     |
| RB             | 3  | Silvan Widmer     |     |     |
| CB             | 4  | Nico Elvedi       | 64' |     |
| CB             | 5  | Manuel Akanji     | 83' |     |
| LB             | 13 | Ricardo Rodríguez |     | 90' |
| CM             | 10 | Granit Xhaka      |     |     |
| CM             | 8  | Remo Freuler      |     |     |
| CM             | 15 | Djibril Sow       |     | 71' |
| RF             | 7  | Breel Embolo      |     | 71' |
| CF             | 23 | Xherdan Shaqiri   |     | 71' |
| LF             | 17 | Ruben Vargas      |     | 81' |
| Substituições: |    |                   |     |     |
| MF             | 20 | Fabian Frei       |     | 71' |
| FW             | 19 | Noah Okafor       |     | 71' |
| FW             | 9  | Haris Seferović   |     | 71' |
| MF             | 25 | Fabian Rieder     |     | 81' |
| DF             | 18 | Eray Cömert       |     | 90' |
| Treinador:     |    |                   |     |     |
| Murat Yakin    |    |                   |     |     |

| GK             | 23 | André Onana                |     |     |
| RB             | 25 | Nouhou Tolo                |     |     |
| CB             | 3  | Nicolas Nkoulou            |     |     |
| CB             | 21 | Jean-Charles Castelletto   |     |     |
| LB             | 19 | Collins Fai                | 36' |     |
| CM             | 14 | Samuel Gouet               |     |     |
| CM             | 18 | Martin Hongla              |     | 68' |
| CM             | 8  | André-Frank Zambo Anguissa |     |     |
| RF             | 20 | Bryan Mbeumo               |     | 81' |
| CF             | 13 | Eric Maxim Choupo-Moting   |     | 74' |
| LF             | 12 | Karl Toko Ekambi           |     | 74' |
| Substituições: |    |                            |     |     |
| MF             | 5  | Gaël Ondoua                |     | 68' |
| FW             | 10 | Vincent Aboubakar          |     | 74' |
| MF             | 7  | Georges-Kévin N'Koudou     |     | 74' |
| FW             | 6  | Moumi Ngamaleu             |     | 81' |
| Treinador:     |    |                            |     |     |
| Rigobert Song  |    |                            |     |     |

| Homem do Jogo: Yann Sommer Bandeirinhas: Ezequiel Brailovsky Gabriel Chade Quarto árbitro: Saíd Martínez Quinto árbitro: Walter López Árbitro assistente de vídeo: Mauro Vigliano Árbitros assistentes de árbitro de vídeo: Fernando Guerrero Pau Cebrián Devís Ricardo de Burgos Bengoetxea Nicolás Taran |

### Brasil × Sérvia
| 24 de novembro | Brasil               | 2 – 0     | Sérvia | Estádio Nacional de Lusail, Lusail           |
| 22:00          | Richarlison 62', 73' | Relatório |        | Público: 88 103 Árbitro: IRN Alireza Faghani |

| Brasil | Sérvia |

| GK             | 1  | Alisson                |
| RB             | 2  | Danilo                 |
| CB             | 4  | Marquinhos             |
| CB             | 3  | Thiago Silva           |
| LB             | 6  | Alex Sandro            |
| CM             | 5  | Casemiro               |
| CM             | 7  | Lucas Paquetá 75'      |
| RW             | 11 | Raphinha 87'           |
| AM             | 10 | Neymar 79'             |
| LW             | 20 | Vinícius Júnior 75'    |
| CF             | 9  | Richarlison 79'        |
| Substituições: |    |                        |
| MF             | 8  | Fred 75'               |
| FW             | 21 | Rodrygo 75'            |
| FW             | 18 | Gabriel Jesus 79'      |
| FW             | 19 | Antony 79'             |
| FW             | 26 | Gabriel Martinelli 87' |
| Treinador:     |    |                        |
| Tite           |    |                        |

| GK               | 23 | Vanja Milinković-Savić  |
| CB               | 5  | Miloš Veljković         |
| CB               | 4  | Nikola Milenković       |
| CB               | 2  | Strahinja Pavlović 7'   |
| DM               | 8  | Nemanja Gudelj 49' 57'  |
| CM               | 16 | Saša Lukić 64' 66'      |
| CM               | 20 | Sergej Milinković-Savić |
| RW               | 14 | Andrija Živković 57'    |
| AM               | 10 | Dušan Tadić             |
| LW               | 25 | Filip Mladenović 66'    |
| CF               | 9  | Aleksandar Mitrović 83' |
| Substituições:   |    |                         |
| MF               | 24 | Ivan Ilić 57'           |
| MF               | 7  | Nemanja Radonjić 57'    |
| MF               | 22 | Darko Lazović 66'       |
| FW               | 18 | Dušan Vlahović 66'      |
| MF               | 6  | Nemanja Maksimović 83'  |
| Treinador:       |    |                         |
| Dragan Stojković |    |                         |

| Homem do Jogo: Richarlison Bandeirinhas: Mohammadreza Mansouri Mohammadreza Abolfazli Quarto árbitro: Maguette N'Diaye Quinto árbitro: El Hadji Samba Árbitro assistente de vídeo: Taleb Al Marri Árbitros assistentes de árbitro de vídeo: Muhammad Taqi Anton Shchetinin Pol van Boekel Ashley Beecham |

### Camarões × Sérvia
| 28 de novembro | Camarões                                            | 3 – 3     | Sérvia                                                       | Estádio Al Janoub, Al-Wakrah                           |
| 13:00          | Castelletto 29' · Aboubakar 63' · Choupo-Moting 66' | Relatório | Pavlović 45+1' · S. Milinković-Savić 45+3' · A. Mitrović 53' | Público: 39 789 Árbitro: UAE Mohammed Abdulla Mohammed |

| Camarões | Sérvia |

| GK             | 16 | Devis Epassy               |     |     |
| RB             | 19 | Collins Fai                |     |     |
| CB             | 21 | Jean-Charles Castelletto   |     |     |
| CB             | 3  | Nicolas Nkoulou            | 24' |     |
| LB             | 25 | Nouhou Tolo                |     |     |
| CM             | 8  | André-Frank Zambo Anguissa |     | 81' |
| CM             | 15 | Pierre Kunde               |     | 67' |
| CM             | 18 | Martin Hongla              |     | 55' |
| RF             | 20 | Bryan Mbeumo               |     | 81' |
| CF             | 13 | Eric Maxim Choupo-Moting   |     |     |
| LF             | 12 | Karl Toko Ekambi           |     | 67' |
| Substituições: |    |                            |     |     |
| FW             | 10 | Vincent Aboubakar          |     | 55' |
| FW             | 11 | Christian Bassogog         | 30' | 67' |
| MF             | 5  | Gaël Ondoua                |     | 67' |
| MF             | 14 | Samuel Gouet               |     | 81' |
| MF             | 7  | Georges-Kévin Nkoudou      |     | 81' |
| Treinador:     |    |                            |     |     |
| Rigobert Song  |    |                            |     |     |

| GK                          | 23 | Vanja Milinković-Savić  |       |       |
| CB                          | 4  | Nikola Milenković       | 90+3' |       |
| CB                          | 5  | Miloš Veljković         |       | 78'   |
| CB                          | 2  | Strahinja Pavlović      |       | 55'   |
| RM                          | 14 | Andrija Živković        |       | 78'   |
| CM                          | 16 | Saša Lukić              |       |       |
| CM                          | 6  | Nemanja Maksimović      |       |       |
| LM                          | 17 | Filip Kostić            |       | 90+2' |
| RW                          | 10 | Dušan Tadić             |       |       |
| LW                          | 20 | Sergej Milinković-Savić |       | 78'   |
| CF                          | 9  | Aleksandar Mitrović     |       |       |
| Substituições:              |    |                         |       |       |
| DF                          | 13 | Stefan Mitrović         |       | 55'   |
| DF                          | 15 | Srđan Babić             |       | 78'   |
| FW                          | 7  | Nemanja Radonjić        |       | 78'   |
| MF                          | 26 | Marko Grujić            |       | 78'   |
| FW                          | 21 | Filip Đuričić           |       | 90+2' |
| Outras ações disciplinares: |    |                         |       |       |
| FW                          | 11 | Luka Jović              | 45+4' |       |
| Treinador:                  |    |                         |       |       |
| Dragan Stojković            |    |                         |       |       |

| Homem do Jogo: Vincent Aboubakar Bandeirinhas: Mohamed Al-Hammadi Hasan Al-Mahri Quarto árbitro: Ma Ning Quinto árbitro: Shi Xiang Árbitro assistente de vídeo: Nicolás Gallo Árbitros assistentes de árbitro de vídeo: Juan Soto Ezequiel Brailovsky Leodán González Gabriel Chade |

### Brasil × Suíça
| 28 de novembro | Brasil       | 1 – 0     | Suíça | Estádio 974, Doha                        |
| 19:00          | Casemiro 83' | Relatório |       | Público: 43 649 Árbitro: SLV Iván Barton |

| Brasil | Suíça |

| GK             | 1  | Alisson             |
| RB             | 14 | Éder Militão        |
| CB             | 4  | Marquinhos          |
| CB             | 3  | Thiago Silva        |
| LB             | 6  | Alex Sandro 86'     |
| DM             | 5  | Casemiro            |
| CM             | 7  | Lucas Paquetá 46'   |
| CM             | 8  | Fred 52' 58'        |
| RF             | 11 | Raphinha 73'        |
| CF             | 9  | Richarlison 73'     |
| LF             | 20 | Vinícius Júnior     |
| Substituições: |    |                     |
| FW             | 21 | Rodrygo 46'         |
| MF             | 17 | Bruno Guimarães 58' |
| FW             | 18 | Gabriel Jesus 73'   |
| FW             | 19 | Antony 73'          |
| DF             | 16 | Alex Telles 86'     |
| Treinador:     |    |                     |
| Tite           |    |                     |

| GK             | 1  | Yann Sommer             |
| RB             | 3  | Silvan Widmer 86'       |
| CB             | 5  | Manuel Akanji           |
| CB             | 4  | Nico Elvedi             |
| LB             | 13 | Ricardo Rodríguez       |
| CM             | 8  | Remo Freuler            |
| CM             | 10 | Granit Xhaka            |
| RW             | 25 | Fabian Rieder 50' 58'   |
| AM             | 15 | Djibril Sow 76'         |
| LW             | 17 | Ruben Vargas 58'        |
| CF             | 7  | Breel Embolo 76'        |
| Substituições: |    |                         |
| DF             | 2  | Edimilson Fernandes 58' |
| DF             | 11 | Renato Steffen 58'      |
| MF             | 14 | Michel Aebischer 76'    |
| FW             | 9  | Haris Seferović 76'     |
| MF             | 20 | Fabian Frei 86'         |
| Treinador:     |    |                         |
| Murat Yakin    |    |                         |

| Homem do Jogo: Casemiro Bandeirinhas: David Morán Zachari Zeegelaar Quarto árbitro: Saíd Martínez Quinto árbitro: Walter López Árbitro assistente de vídeo: Drew Fischer Árbitros assistentes de árbitro de vídeo: Armando Villarreal Kathryn Nesbitt Fernando Guerrero Mahmoud Abouelregal |

### Sérvia × Suíça
| 2 de dezembro | Sérvia                         | 2 – 3     | Suíça                                  | Estádio 974, Doha                               |
| 22:00         | A. Mitrović 26' · Vlahović 35' | Relatório | Shaqiri 20' · Embolo 44' · Freuler 48' | Público: 41 378 Árbitro: ARG Fernando Rapallini |

| Sérvia | Suíça |

| GK                          | 23 | Vanja Milinković-Savić          |
| CB                          | 4  | Nikola Milenković 90+5'         |
| CB                          | 5  | Miloš Veljković 55'             |
| CB                          | 2  | Strahinja Pavlović 56'          |
| RM                          | 14 | Andrija Živković 78'            |
| CM                          | 20 | Sergej Milinković-Savić 47' 68' |
| CM                          | 16 | Saša Lukić 90+10'               |
| LM                          | 17 | Filip Kostić                    |
| AM                          | 10 | Dušan Tadić 78'                 |
| CF                          | 9  | Aleksandar Mitrović 82'         |
| CF                          | 18 | Dušan Vlahović 55'              |
| Substituições:              |    |                                 |
| MF                          | 8  | Nemanja Gudelj 81' 55'          |
| FW                          | 11 | Luka Jović 55'                  |
| MF                          | 6  | Nemanja Maksimović 68'          |
| FW                          | 21 | Filip Đuričić 78'               |
| FW                          | 7  | Nemanja Radonjić 78'            |
| Outras ações disciplinares: |    |                                 |
| GK                          | 12 | Predrag Rajković 66'            |
| Treinador:                  |    |                                 |
| Dragan Stojković            |    |                                 |

| GK             | 21 | Gregor Kobel            |
| RB             | 3  | Silvan Widmer 15'       |
| CB             | 5  | Manuel Akanji           |
| CB             | 22 | Fabian Schär 90+9'      |
| LB             | 13 | Ricardo Rodriguez       |
| CM             | 8  | Remo Freuler            |
| CM             | 10 | Granit Xhaka 90+5'      |
| RW             | 23 | Xherdan Shaqiri 69'     |
| AM             | 15 | Djibril Sow 69'         |
| LW             | 17 | Ruben Vargas 34' 83'    |
| CF             | 7  | Breel Embolo 90+6'      |
| Substituições: |    |                         |
| DF             | 2  | Edimilson Fernandes 69' |
| MF             | 6  | Denis Zakaria 69'       |
| MF             | 16 | Christian Fassnacht 83' |
| FW             | 19 | Noah Okafor 90+6'       |
| Treinador:     |    |                         |
| Murat Yakin    |    |                         |

| Homem do Jogo: Granit Xhaka Bandeirinhas: Juan Pablo Belatti Diego Bonfá Quarto árbitro: Kevin Ortega Quinto árbitro: Jesús Sánchez Árbitro assistente de vídeo: Mauro Vigliano Árbitros assistentes de árbitro de vídeo: Julio Bascuñán Nicolás Taran Leodán González Martín Soppi |

### Camarões × Brasil
| 2 de dezembro | Camarões        | 1 – 0     | Brasil | Estádio Nacional de Lusail, Lusail         |
| 22:00         | Aboubakar 90+2' | Relatório |        | Público: 85 986 Árbitro: USA Ismail Elfath |

| Camarões | Brasil |

| GK             | 16 | Devis Epassy                 |
| RB             | 19 | Collins Fai 32'              |
| CB             | 4  | Christopher Wooh             |
| CB             | 24 | Enzo Ebosse                  |
| LB             | 25 | Nouhou Tolo 6'               |
| CM             | 8  | André-Frank Zambo Anguissa   |
| CM             | 15 | Pierre Kunde 28' 68'         |
| RW             | 20 | Bryan Mbeumo 64'             |
| AM             | 13 | Eric Maxim Choupo-Moting     |
| LW             | 6  | Moumi Ngamaleu 86'           |
| CF             | 10 | Vincent Aboubakar 81', 90+3' |
| Substitutions: |    |                              |
| FW             | 12 | Karl Toko Ekambi 64'         |
| MF             | 22 | Olivier Ntcham 68'           |
| DF             | 2  | Jerome Ngom Mbekeli 86'      |
| Treinador:     |    |                              |
| Rigobert Song  |    |                              |

| GK             | 23 | Ederson                 |
| RB             | 13 | Daniel Alves            |
| CB             | 14 | Éder Militão 7'         |
| CB             | 24 | Bremer                  |
| LB             | 16 | Alex Telles 54'         |
| CM             | 15 | Fabinho                 |
| CM             | 8  | Fred 54'                |
| RW             | 19 | Antony 79'              |
| AM             | 21 | Rodrygo 54'             |
| LW             | 26 | Gabriel Martinelli      |
| CF             | 18 | Gabriel Jesus 64'       |
| Substitutions: |    |                         |
| DF             | 4  | Marquinhos 54'          |
| MF             | 22 | Éverton Ribeiro 54'     |
| MF             | 17 | Bruno Guimarães 85' 54' |
| FW             | 25 | Pedro 64'               |
| FW             | 11 | Raphinha 79'            |
| Treinador:     |    |                         |
| Tite           |    |                         |

| Homem do Jogo: Devis Epassy Bandeirinhas: Kyle Atkins Corey Parker Quarto árbitro: Ma Ning Quinto árbitro: Shi Xiang Árbitro assistente de vídeo: Alejandro Hernández Árbitros assistentes de árbitro de vídeo: Juan Martínez Pau Cebrián Devís Ricardo de Burgos Bengoetxea Roberto Díaz Pérez |

## Classificação
- Os vencedores do Grupo G avançam para enfrentar os segundos classificados do Grupo H .
- Os segundos classificados do Grupo G avançam para defrontar os vencedores do Grupo H .

## Partidas
Todos os horários listados são locais, AST ( UTC+3 ).

## Disciplina
Os pontos de fair play serão usados como critério de desempate se os registros gerais e de confronto direto das equipes estiverem empatados. Estes são calculados com base nos cartões amarelos e vermelhos recebidos em todas as partidas do grupo da seguinte forma:
- primeiro cartão amarelo: menos 1 ponto;
- cartão vermelho indireto (segundo cartão amarelo): menos 3 pontos;
- cartão vermelho direto: menos 4 pontos;
- cartão amarelo e cartão vermelho direto: menos 5 pontos;

Apenas uma das deduções acima pode ser aplicada a um jogador em uma única partida.
| Seleções | Jogo 1                        | Jogo 1                            | Jogo 1  | Jogo 1               | Jogo 2                        | Jogo 2                            | Jogo 2  | Jogo 2               | Jogo 3                                                                       | Jogo 3                            | Jogo 3  | Jogo 3               | Pontos |
| Seleções | Penalizado com cartão amarelo | Penalizado · Penalizado · Expulso | Expulso | Penalizado · Expulso | Penalizado com cartão amarelo | Penalizado · Penalizado · Expulso | Expulso | Penalizado · Expulso | Penalizado com cartão amarelo                                                | Penalizado · Penalizado · Expulso | Expulso | Penalizado · Expulso | Pontos |
| -------- | ----------------------------- | --------------------------------- | ------- | -------------------- | ----------------------------- | --------------------------------- | ------- | -------------------- | ---------------------------------------------------------------------------- | --------------------------------- | ------- | -------------------- | ------ |
| Brasil   |                               |                                   |         |                      | Fred                          |                                   |         |                      | Militão, Bruno Guimarães                                                     |                                   |         |                      | –3     |
| Sérvia   | Gudelj, Lukić, Pavlović       |                                   |         |                      | Jović, Milenković             |                                   |         |                      | Milenković, Pavlović, S. Milinković-Savić, Lukić, Mitrović, Gudelj, Rajković |                                   |         |                      | –12    |
| Suíça    | Akanji, Elvedi                |                                   |         |                      | Rieder                        |                                   |         |                      | Schär, Vargas, Widmer, Xhaka                                                 |                                   |         |                      | –7     |
| Camarões | Fai                           |                                   |         |                      | Bassogog, Nkoulou             |                                   |         |                      | Fai, Kunde, Tolo                                                             | Aboubakar                         |         |                      | –9     |